# Avenue des Gaulois
L'avenue des Gaulois (en néerlandais : Gallierslaan) est une avenue bruxelloise de la commune d'Etterbeek qui prolonge l'avenue des Nerviens jusqu'à l'avenue de Tervueren en longeant le parc du Cinquantenaire. La rue des Francs y abouti également.
La numérotation des habitations va de 1 à 36 de manière continue, car il n'y a qu'un côté de l'avenue qui est bâti.
Les lignes de tram 41 et 45 circulaient sur les voies posées sur le côté qui longe les grilles du Parc du Cinquantenaire (dans les années 1960 et 70) et une allée piétonne, bordée de deux lignes de marronniers séparaient ces voies de la chaussée carrossable.
Comme plusieurs rues du quartier nord d'Etterbeek, elle porte le nom d'un peuple gaulois (rue des Aduatiques, rue des Atrébates, rue des Bataves, avenue des Celtes, rue des Francs, avenue des Gaulois, rue des Ménapiens, rue des Morins, avenue des Nerviens, rue des Sicambres, rue des Taxandres, rue des Tongres, rue des Trévires).